# Ritratto d'uomo Terris
Il Ritratto d'uomo Terris è un dipinto a olio su tavola (30,2x25,7 cm) di Giorgione, databile al 1508-1510 circa e conservato nel San Diego Museum of Art.

## Storia e descrizione
L'opera, che era stata attribuita anche a Palma il Vecchio, è oggi considerata una delle migliori opere di Giorgione ritrattista. Chiamato Ritratto Terris dal nome di un collezionista che lo possedette, si trova nel museo californiano dal 1941, quando venne donato da Anne R. e Amy Putnam. Sul retro dell'opera si trova iscritta una data indecifrabile. La datazione in genere viene legata all'ultima fase di attività del maestro, prima della morte nel 1510, vicino agli affreschi del Fondaco dei Tedeschi.
L'uomo è ritratto di tre quarti girato a sinistra, su sfondo neutro verde scuro e con un taglio molto visivo della figura. Il volto guarda intensamente lo spettatore ed è incorniciato da un caschetto di capelli crespi, neri e in parte grigi, che riprendono il colore scuro della veste: analisi hanno però dimostrato che la veste era originariamente viola ed erano più forti i toni rossi, poi ossidati.
Straordinaria è la capacità dell'artista di rendere effetti quali la morbidezza della capigliatura o il tepore della carne viva, grazie alla particolare tecnica tonalista con pennellate morbide senza il ricorso a contorni netti.